# Supee Saksuwan Larsen
Supee Saksuwan Larsen (n. 15 de noviembre de 1939) es una botánica tailandesa danesa.
Posee un M.Sc. de la "Chulalongkorn University", Bangkok, Tailandia, y desde 1971 es investigadora del "Dto. de Botánica Sistemática", en el "Instituto de Ciencias Biológicas", de la Universidad de Aarhus. (enlace roto disponible en Internet Archive; véase el historial, la primera versión y la última).. Ha participado, junto con su marido, el profesor Kai Larsen en varias expediciones y jornadas a los trópicos de Asia, particularmente a su tierra natal Tailandia. Se ha especializado en estudios de polen y en la taxonomía de Fabaceae especialmente del género Bauhinia que ha revisado para publicaciones de floras de Asia tropical, siendo colaboradora de: Flora Malesiana, Flore du Cambodge, du Laos, du Vietnam, flora of China.

## Algunas publicaciones
- Larsen, K, SS Larsen. 2003. A new species of Spatholirion (Commelinaceae) from Thailand & further notes on S. ornatum. Thai Forest Bull. (Bot.): 31: 39-43
- Larsen, K, SS Larsen. 2002.  Bauhinia siamensis (Leguminosae-Caesalpinioideae), an extraordinary new species from Thailand. Nat. Hist. Bull. Siam Soc.: 50: 1: 99-104
- Larsen, K, SS Larsen. 2001. Bauhinia strychnoidea Prain (Leguminosae-Caesalpinioideae), a new record from Thailand. Thai Forest Bull. (Bot.): 28: 33-37
- Larsen, S.S. 1999. Bauhinia wuzhengyii (Leguminosae, Caesalpinioideae), a New Chinese Species. Novon: 9: 4: 526-529
- Larsen, K, SS Larsen. 1997. Bauhinia sirindhorniae sp. nov. (Leguminosa Caesalpinioideae) a remarkable new species from Thailand. Nordic J.Bot.: 17: 2: 113-118
- Larsen, S.S. 1994. A new species of Bauhinia (Fabaceae-Caesalpinioideae) from Brunei. Nordic J.Bot.: 14: 3: 289-292
- Larsen, K, SS Larsen. 1993. New taxa & nomenclatural combinations in Malesian Bauhinia (Leguminosae-Caesalpinioideae).

Nordic J.Bot.: 13: 6: 657-665
- Larsen, K, SS Larsen. 1991. Notes on the genus Bauhinia (Leguminosae-Caesalpinioideae) in SE Asia. Nordic J.Bot. :11: 6: 629-634
- Larsen, K, SS Larsen. 1989. Bauhinia chrysophylla, a new species from Thailand (Leguminosae–Caesalpinioideae). Nordic J.Bot.: 9: 3: 253-256
- Larsen, K, SS Larsen. 1982. Notes on some Asian Bauhinia.

Nordic J.Bot.: 2: 4: 329-332

### Libros
- *Larsen, K, SS Larsen. 2006. Gingers of Thailand. Ed. Queen Sirikit Botonic Garden. xii+ 184 pp.+ 200 fotos

- La abreviatura «S.S.Larsen» se emplea para indicar a Supee Saksuwan Larsen como autoridad en la descripción y clasificación científica de los vegetales.[1]

## Honores
El nombre genérico Kaisupeea B.L.Burtt de la familia Gesneriaceae, honra a Supee y a Kai Larsen.